# Yosa Buson
Yosa Buson, ou simplesmente Buson, como é conhecido Taniguchi Buson, (1716, Osaka - 1783,  Quioto) foi um poeta e pintor japonês do Período Edo, e foi tanto discípulo como mestre de grandes artistas do século XVIII.

## Biografia
Ele nasceu em 1716 na vila de Kema (hoje incorporada à cidade de Osaca) e faleceu em 1783, em Kyoto, a capital nacional naquela época. Já antes de fazer 20 anos, mudou-se para Edo e lá dedicou-se aos estudos artísticos. Tempos depois, Yosa passou mais de uma década a viajar. Em suas numerosas viagens chegou a conhecer várias cidades japonesas, paisagens de mares e serras pelas ilhas de Honshu e Shikoku, o que dava a ele inspiração redobrada para escrever e pintar. Casou-se aos 45 anos, e chegou a ter uma filha chamada Kuno, e foi mais ou menos nessa época que seu trabalho começou a ficar conhecido.

## Obra
Juntamente com Matsuo Bashō e Kobayashi Issa, é considerado o melhor representante do Período Edo, o principal poeta do segundo período clássico do haiku. Seu trabalho inclui também a pintura, na qual destacou-se na bunjin-ga e na haiga. Bunjin-ga (a pintura dos intelectuais), é um gênero que se desenvolveu no Japão a partir do início do século XVIII, influenciada pela mesma arte de pintar principalmente paisagens, flores e pássaros que surgiu muito antes na China, ainda na época da Dinastia Yuan. Já a haiga (o desenho do haikai) é, como já diz o nome, a ilustração desse tipo de poema e foi criada pelo próprio Buson.
Seus versos são muito sensíveis, e buscam alcançar a essência das coisas, não se afastando do pensamento zen-budista, mais que a aparência, apesar do efeito plástico de seus poemas, mais que cinematográfico,  ser o principal diferencial da fase anterior do haiku, de Bashô. O colorido e a forma das coisas comparecem muitas vezes, mais que o movimento ou a imobilidade da imagem visual retratada, demonstrando bem as qualidades de poeta-pintor de Buson. As referências às estações do ano, uma das principais exigências do haiku clássico, também aparecem em seus poemas. Preludiando a terceira fase do haiku, protagonizada por Issa, alguns de seus poemas apontam para uma certa crítica social, embora dentro do espírito de contemplação zen.
Diz a lenda que, no leito de morte, Buson teria pronunciado seus três últimos haikais. Desde a adolescência ele estudou pintura e poesia, tendo começado a escrever influenciado pelos grandes mestres que o ensinaram. Compôs haikai de uma beleza plástica considerada inigualável pelos seus contemporâneos e ainda nos tempos atuais, totalizando mais de 3.000 poemas, até hoje lidos em seu país e divulgados no mundo todo através de traduções para outros idiomas.

## Alguns haikais
- "Pousada/ Sobre o sino do tempo,/ Cochila uma mariposa."
- "Barqueiros nas jangadas de troncos;/ Suas capas de palha na tormenta/ São sacos de ameixeiras floridas."
- "Linha de pássaros em voo./ Atrás da colina,/ A lua está."
- "As flores que caíram da ameixeira/ Parecem beijar-se,/ Sobre o cocô do cavalo."
- "A planície está nublada/ E as águas mantêm silêncio./ É o entardecer."
- "Ia eu às cerejeiras em flor,/ Dormia em baixo delas./ Era esse o meu passatempo."
- "A montanha se escurece,/ Assumindo uma magnífica cor púrpura/ Nas folhas das árvores quando chega o outono."
- "Ainda mais tocantes à luz de lampiões,/ Nas noites frias,/ São as nossas orações."
- "As flores me enlouqueceram:/ E retorno para casa/ Enfastiado de cortesãos."